# Graubussard
Der Graubussard (Buteo plagiatus) ist ein kleiner bis mittelgroßer, habichtähnlicher Bussard, dessen Verbreitungsgebiet vor allem in Mexiko und dem nördlichen bis zentralen Mittelamerika liegt. Nach vielen taxonomischen Um- und Neubewertungen wird er mit Stand Ende 2019 in die Gattung Bussardartige (Buteo) gestellt, die ihrerseits der Familie der Habichtartigen (Accipitridae) angehört. Die amerikanischen Trivialnamen sind Gray Hawk und Mexican Goshawk. Letzterer reflektiert die Ähnlichkeit des Graubussards mit dem Habicht (Accipiter gentilis).
Die Geschlechter des auf der Oberseite grauen und auf der Unterseite grau-weiß gesperberten Vogels unterscheiden sich in der Färbung nur unmerklich, die Weibchen sind aber größer und nicht unwesentlich schwerer. Er ist ein Bewohner meist flussbegleitender Gehölze, hauptsächlich der Hügelland- und submontanen Höhenstufe. Graubussarde ernähren sich vor allem von Reptilien, im überwiegenden Maße von Echsen. Im größten Teil seines Verbreitungsgebietes ist die Art Standvogel, nur einige der nördlichsten Populationen sind Kurzstreckenzieher.
Die Schwesterart des Graubussards ist der Zweibindenbussard (Buteo nitidus), dessen Verbreitungsgebiet nach einer von beiden Arten unbesiedelten Lücke in Costa Rica an das des Graubussards anschließt und sich bis Nordargentinien erstreckt. Buteo plagiatus wurde lange Zeit als Unterart von B. nitidus betrachtet und erst 2012 als eigenständige Art anerkannt. Das Artepitheton des 1862 von Hermann Schlegel anhand eines Balges aus Veracruz als Asturina plagiata erstbeschriebenen Bussards, bezieht sich auf die gebänderte Brust- und Bauchseite (lat. plaga=Streifen). Laut IUCN ist der Bestand dieser monotypischen Art nicht gefährdet (LC = Least concern).
Die überwiegende Mehrzahl der biologischen Informationen betreffen die Populationen in den USA. Aus dem übrigen Teil des Verbreitungsgebietes ist vergleichsweise wenig über diese Art bekannt.

## Aussehen

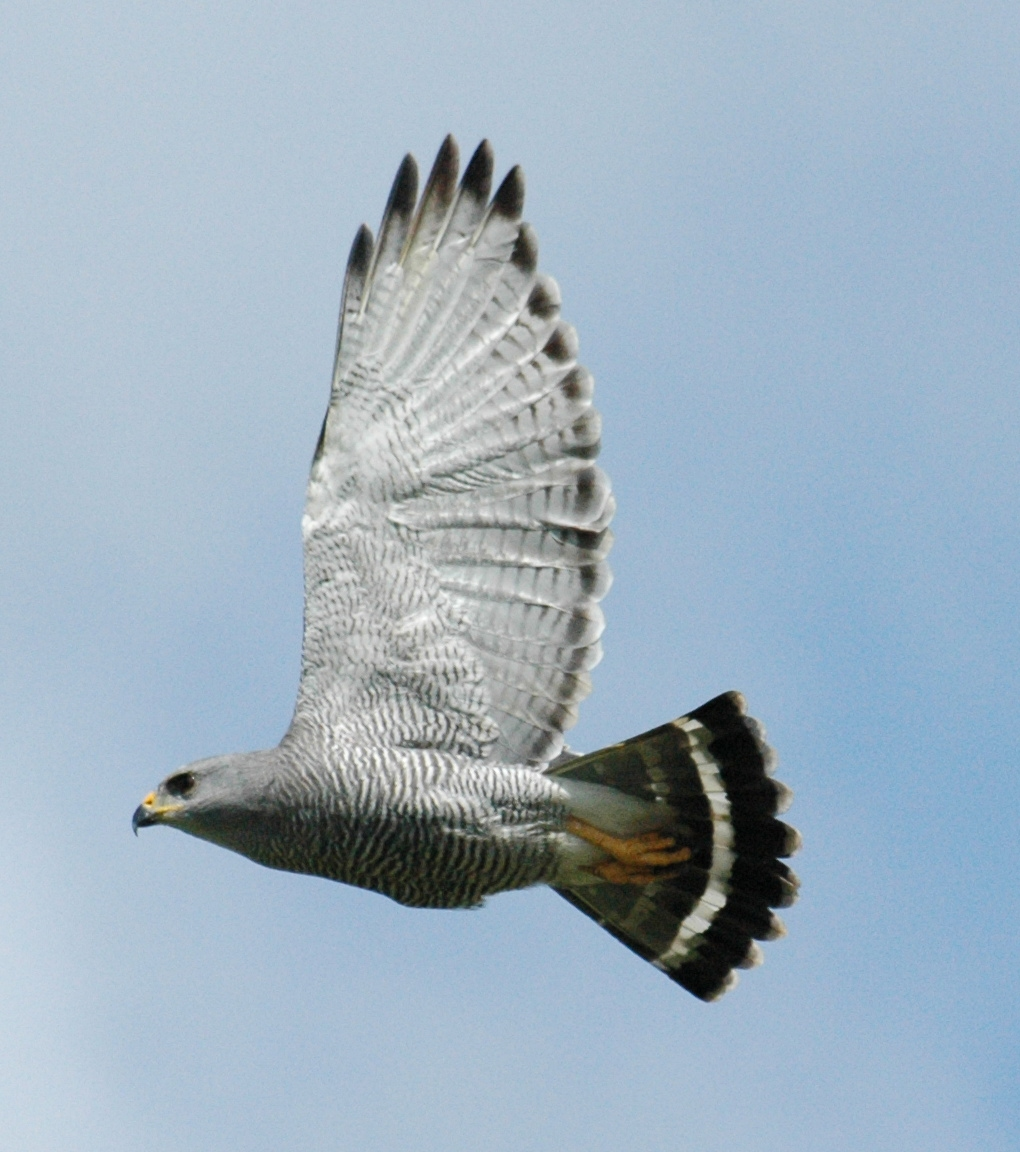
Adulter Graubussard im Flug

Große Weibchen des Graubussards erreichen die Größe und das Gewicht eines kleinen Habichtmännchens, dem B. plagiatus in Färbung und Körperform ähnlich ist. Im Feld erscheint die Oberseite einheitlich dunkelgrau, die Unterseite intensiv schwarz-weiß gebändert. Graubussarde haben kurze, breite, gerundete Flügel und fliegen mit einer Abfolge schneller Flügelschläge, denen eine Gleitphase folgt. Beim Gleiten, das häufig auch in relativer Bodennähe erfolgt, werden die Flügel waagrecht gehalten und die Steuerfedern gespreizt. Auffallend ist ein häufiges Drehen und Verwinden des Schwanzes.
Adulte männliche Graubussarde wiegen im Durchschnitt 429 Gramm, adulte Weibchen 628 Gramm. Die Durchschnittsgröße der Männchen liegt bei 41, die der Weibchen bei 44 Zentimetern. Entsprechend der Bergmannschen Regel sind die Bussarde der nördlichsten Populationen die größten und schwersten.

### Erwachsenengefieder
Die Oberseite ist auf einheitlich dunkelgrauem Grund undeutlich und verwaschen schwärzlich gebändert. Auf dem ebenso gefärbten Kopf ist die Sperberung oft noch undeutlicher oder fehlt vollkommen, sodass er etwas heller wirken kann. Bei der Schwesterart B. nitidus ist die Sperberung der Oberseite und des Kopfes wesentlich akzentuierter. Fast immer ist ein dunkler Überaugenstreif deutlich erkennbar. Die gesamte Unterseite ist gleichmäßig und fein schwarz-weiß längsgesperbert. Die leuchtend gelben Füße sind bis zum Intertarsalgelenk befiedert und ebenfalls wie das übrige Unterseitengefieder fein gesperbert. Der Bürzel und der Schwanzansatz auf der Unterseite sind weiß; die Steuerfedern weisen auf der Oberseite eine breite, tiefschwarze Bänderung auf, die neben dem Terminalband meist noch zwei etwas schmälere Bänder umfasst. Auf der Unterseite ist nur das Terminalband schwarz, die weiteren Bänder sind mittelgrau. Die Unterflügeldecken sind etwas feiner als das Körpergefieder gesperbert, ebenso – jedoch undeutlich und unregelmäßig – die Schwingen, deren Innenfahnen hellgrau sind, sodass eine grau-weiß-Abstufung entsteht. Die äußeren fünf, nicht sehr langen Handschwingen sind in ihrem letzten Drittel dunkelgrau, etwas heller gerandet sind die übrigen Schwingen. Die Iris ist dunkelbraun, der Schnabel hornfarben und am Ansatz mit einer gelben Wachshaut überzogen. Weibchen sind ebenso, aber meist geringfügig dunkler gefärbt.

### Jugendgefieder

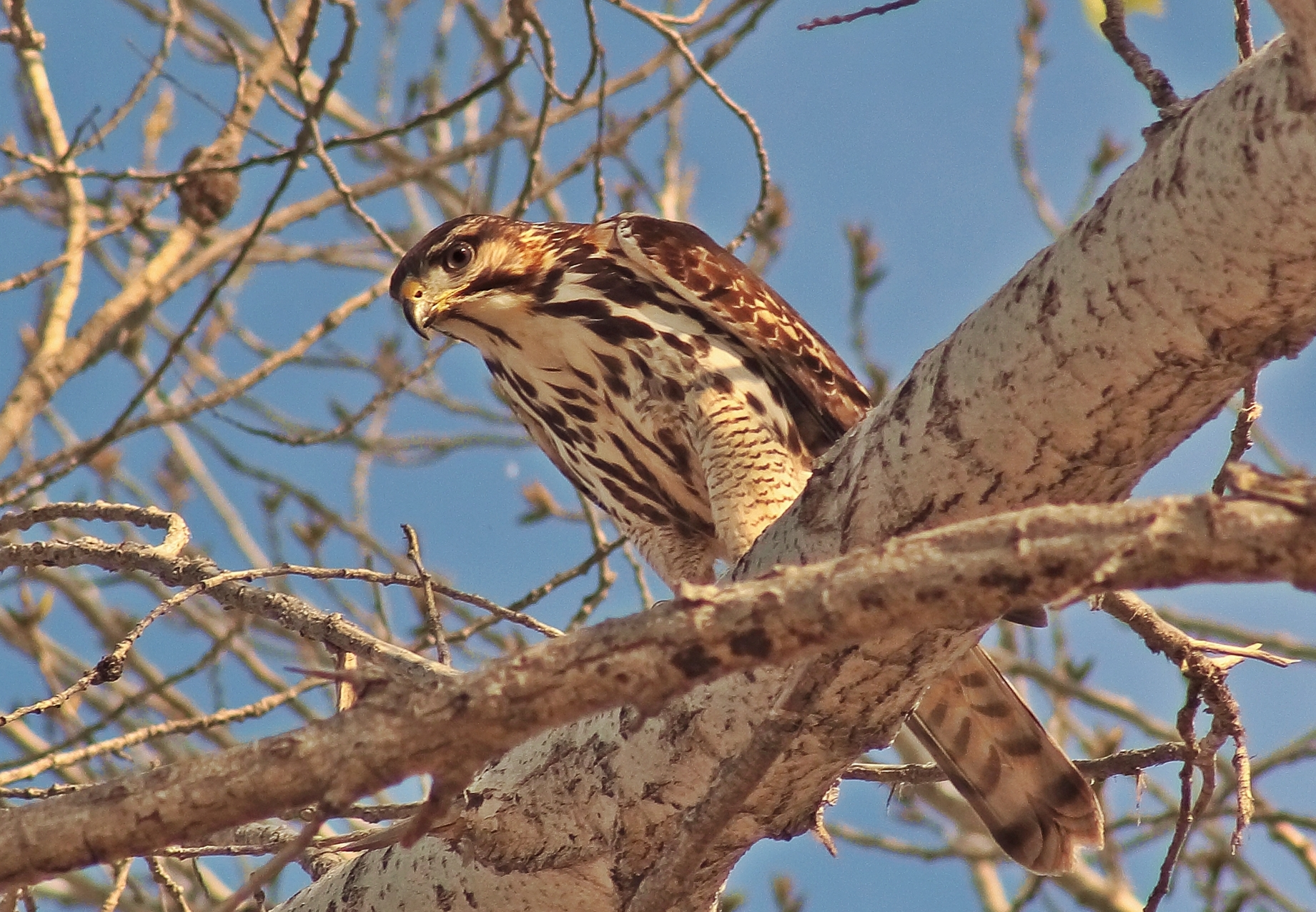
Jungvogel

Das Jugendgefieder unterscheidet sich sehr deutlich vom Erwachsenengefieder; vor allem fehlen alle grauen Farbelemente und auch die charakteristische Sperberung ist nur an den befiederten Bereichen der Beine ausgebildet.
Die Oberseite ist matt dunkelbraun. Die meisten Rücken-, Mantel- und Flankenfedern sind heller gerandet, sodass ein gefleckter, scheckiger Eindruck entsteht. Kopf und Nacken sind auf gelblich-weißem Grund deutlich matt dunkelbraun gesträhnt und gefleckt. Markant sind ein heller Überaugenstreif sowie cremebeige Wangen. Die Unterseite ist auf cremeweißem oder gelblichem Grund meist großflächig längslinienförmig dunkel gestrichelt und gefleckt. Die Steuerfedern sind etwas länger als bei Adulten. Sie sind auf der Oberseite mattbraun und weisen eine undeutliche dunkle Bänderung auf, auf der Unterseite sind sie cremebraun und deutlich mehrfach dunkler gebändert, wobei das Terminalband am dunkelsten und breitesten ist. Die Unterflügeldecken sind dunkel gefleckt und merklich dunkler als die Schwingen, deren helle Innenfahnen sie deutlich aufhellen. Die unbefiederten Körperteile entsprechen in ihrer Färbung weitgehend jenen des Erwachsenengefieders.
Während adulte Graubussarde nahezu unverwechselbar sind, ähneln juvenile stark juvenilen Breitflügelbussarden und juvenilen Rotschulterbussarden.

### Mauser
Beim Schlupf tragen die Küken ein weißlich-graues Dunengefieder, das nach und nach ausbleicht. Mit etwa 10 Tagen brechen die ersten Steuerfedern durch, danach die Handschwingen. Mit dem 20. Tag sind alle Körperfedern vermausert, nur der Kopf ist noch bedunt. Mit dem Ausfliegen sind die Jungvögel weitgehend ins Jugendgefieder vermausert, doch haben die Steuerfedern und manche Schwingen noch nicht ihre endgültige Länge erreicht. Dieses Jugendgefieder tragen junge Graubussarde bis ins nächste Frühjahr. Zwischen April und August wechseln junge Graubussarde ins Erwachsenengefieder.

## Lautäußerungen
Graubussarde sind das gesamte Jahr über akustisch aktiv, akustisch auffällig sind sie jedoch nur in der Vorbrutzeit. Häufigster Ruf in dieser Periode ist ein lang gezogener Pfiff, der explosiv beginnt und ansteigt, um danach leicht nasal in abfallender Tonhöhe auszuklingen. Bei steigender Erregung bekommt die zweite Hälfte des Rufes einen wiehernden Charakter. Dieser Ruf dient der Revierabgrenzung, als partnerschaftlicher Kontaktruf und als Alarmruf. Während der Brutzeit ist in Nestnähe häufig eine gereihte Ruffolge zu hören, die aus unterschiedlich vielen, rasch gereihten Elementen besteht. Er dient vor allem der Verständigung zwischen den Partnern und der Revierabgrenzung. Diese Hauptrufe werden vielfach kombiniert und situativ angepasst. Beide Geschlechter rufen; die Tonlage des Weibchens ist tiefer und die Stimmcharakteristik weniger scharf.

## Verbreitung

### Brutgebiet

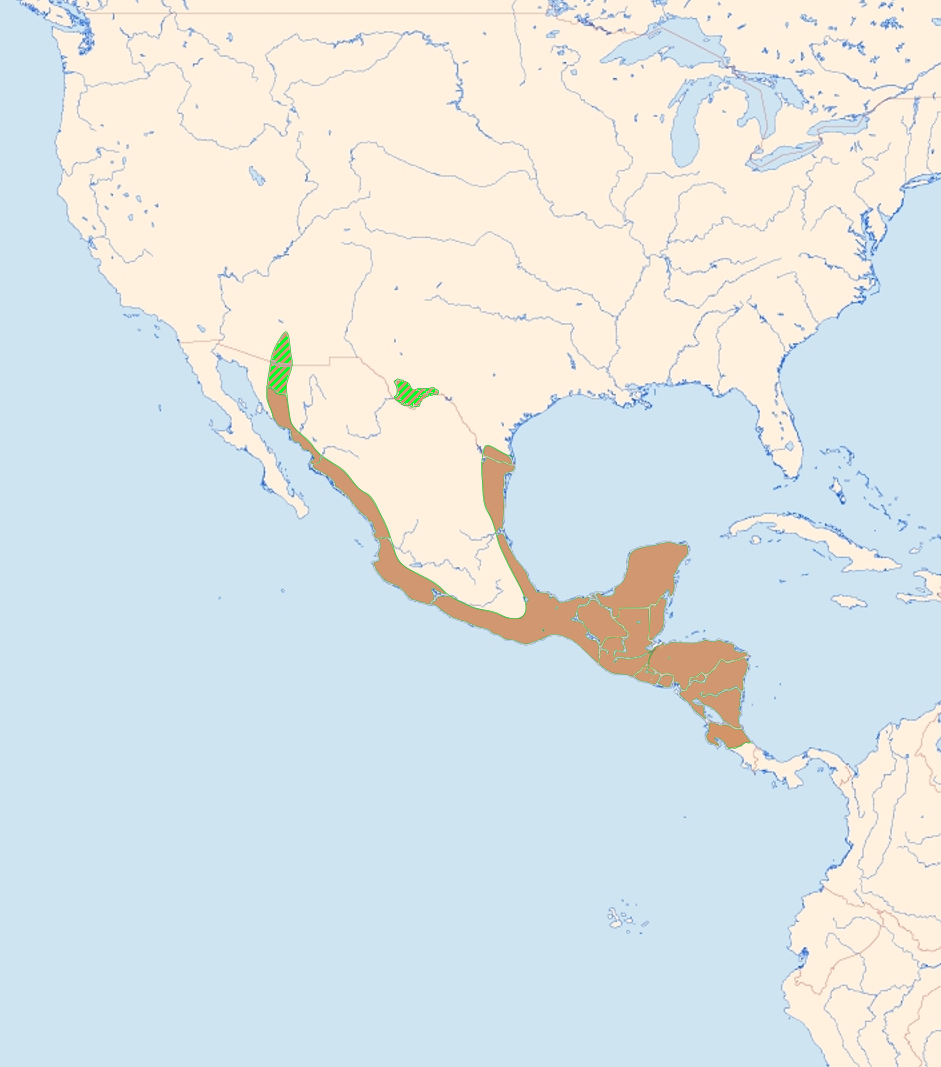
Verbreitung des Graubussards
(braun: ganzjährig; grün-braun gestreift: Sommervogel)

Der Graubussard ist mit etwa 100 Brutpaaren Brutvogel der südlichsten USA. Die Hauptvorkommen liegen in Arizona zwischen den Flusssystemen des San Pedro und des Santa Cruz, beides linke Zuflüsse des Gila Rivers. Weitere, kleinere Brutvorkommen bestehen am unteren Rio Grande und an anderen Plätzen in Texas sowie sporadisch in New Mexico. In Mexiko sind die Küstengebiete und das anschließende Hinterland sowohl an der Pazifikküste als auch an der Küste des Golfs von Mexiko etwa bis zur Höhe von Tehuacán besiedelt, wo sich das östliche und westliche Brutgebiet vereinen. Weiter südostwärts ist Mexiko in geeigneten Habitaten flächig besiedelt und anschließend auch die mittelamerikanischen Staaten bis ins zentrale Costa Rica. In der Provinz San José endet das Brutgebiet des Graubussards. Nach einer Lücke von etwa 50 km Breite schließt das Brutgebiet des nahe verwandten und bis vor kurzem als konspezifisch erachteten Zweibindenbussards an, das sich über weite Teile des nördlichen und zentralen Südamerikas bis Nordargentinien erstreckt.

### Lebensraum

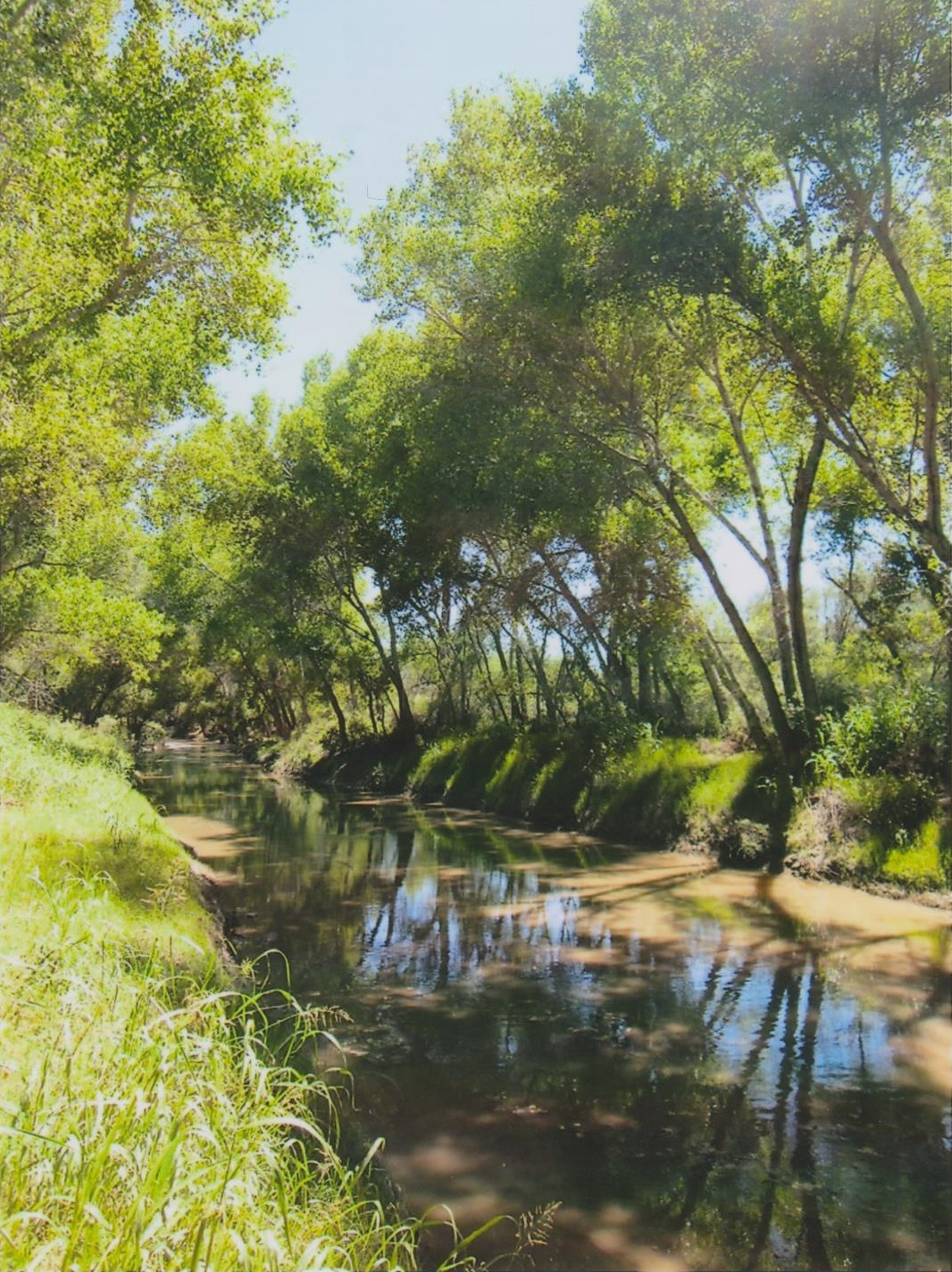
Flussbegleitende Gehölze, wie hier am San Pedro River, sind Bruthabitat der Art in Arizona

Vertikal ist der Graubussard vor allem in Höhen zwischen Meeresniveau und etwa 800 Meter über NHN verbreitet. In besonders geeigneten Habitaten ist er auch noch in Höhen bis 1400 Metern als Brutvogel zu finden. Die meisten Brutplätze zeigen eine gewisse Präferenz zu Wasser, können selbst aber in Randgebieten arider Zonen liegen.
In den USA brütet er vor allem in flussbegleitenden Gehölzen, die ihrerseits an Mequitebestände anschließen, daneben in Canyons mit entsprechender Busch- und Baumvegetation. Neben verschiedenen Arten der Zürgelbäume, sind Weiden, Eschen und Amerikanische Platanen wichtige Bestandteile einer geeigneten Baumvegetation. Es werden aber auch Randbereiche von tropischen Waldgebieten, lockere Eichen- und Kiefernwälder, Palmenhaine, ja sogar Dornensteppen besiedelt, sofern Wasserläufe in der Nähe sind und Eidechsen als Hauptbeutetiere in ausreichender Anzahl zur Verfügung stehen. Weiter südöstlich brütet die Art auch in von Flussläufen durchzogenen und mit Gehölzinseln oder einzelnen Bäumen besetzten Savannen.

### Raumbedarf
Der Raumbedarf der Art ist möglicherweise der kleinste aller in Nordamerika lebenden Bussarde. In Arizona wurden Reviergrößen zwischen 59,2 und 90,3 Hektar erhoben. Dieses vergleichsweise kleine Revier wird energisch gegenüber Artgenossen verteidigt, gleichgültig, ob es sich um juvenile oder adulte Graubussarde handelt. Der geringste Nestabstand zu einem Nest eines Artgenossen betrug 1,18 Kilometer, zu einem Nest eines anderen Greifvogels (Rundschwanzsperber) nur 50 Meter. Diese auffällige Duldung anderer Greifvögel innerhalb des Reviers, selbst in unmittelbarer Nestnähe, lässt sich durch die starke Nahrungsspezialisierung von B. plagiatus erklären. Ob die Reviere auch im Winterhalbjahr aufrecht bleiben und wie Reviergröße und Art der Territorialität außerhalb der USA beschaffen sind, ist nicht bekannt.

### Migration
Einige Populationen der südlichen USA und des nördlichen Mexiko sind Kurzstreckenzieher. Die Grenze zwischen ziehenden und residenten Populationen liegt zwischen 28° und 29° Nord. Das Brutgebiet verlassen Graubussarde spät, erst Ende September/Anfang Oktober. Frühestens Ende Februar, vor allem aber im März, kehren die meisten wieder zurück.

## Nahrung und Nahrungserwerb

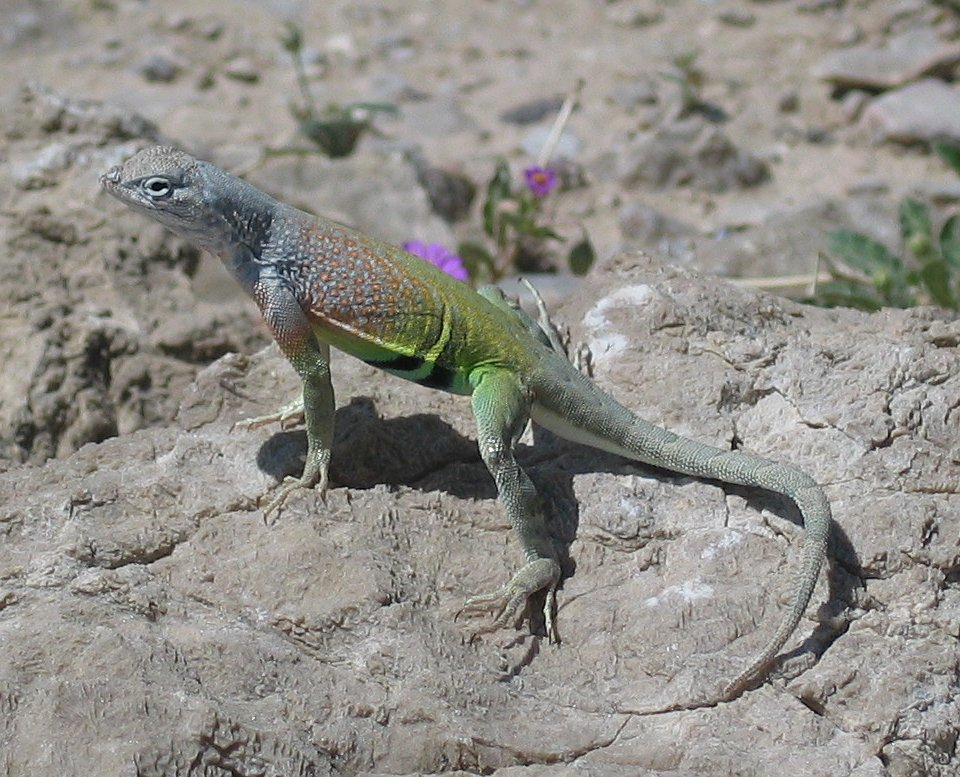
Cophosaurus texanus gehört zu den Hauptbeutetieren in den USA und Nordmexiko

In den sehr gut untersuchten Brutpopulationen der südlichen USA ernährt sich der Graubussard vornehmlich von Reptilien, wobei Eidechsen die Hauptbeutetiere sind und auch den Großteil der aufgenommenen Biomasse ausmachen. Bis zu 79 % der Beutetiere sind Reptilien; kleine Säugetiere machen 11 % und Vögel 10 % der erbeuteten Tiere aus. Amphibien und große Insekten werden zwar regelmäßig gefressen und auch an die Küken verfüttert, spielen jedoch weder in Hinsicht auf Anzahl noch in Bezug auf die aufgenommene Biomasse eine Rolle.

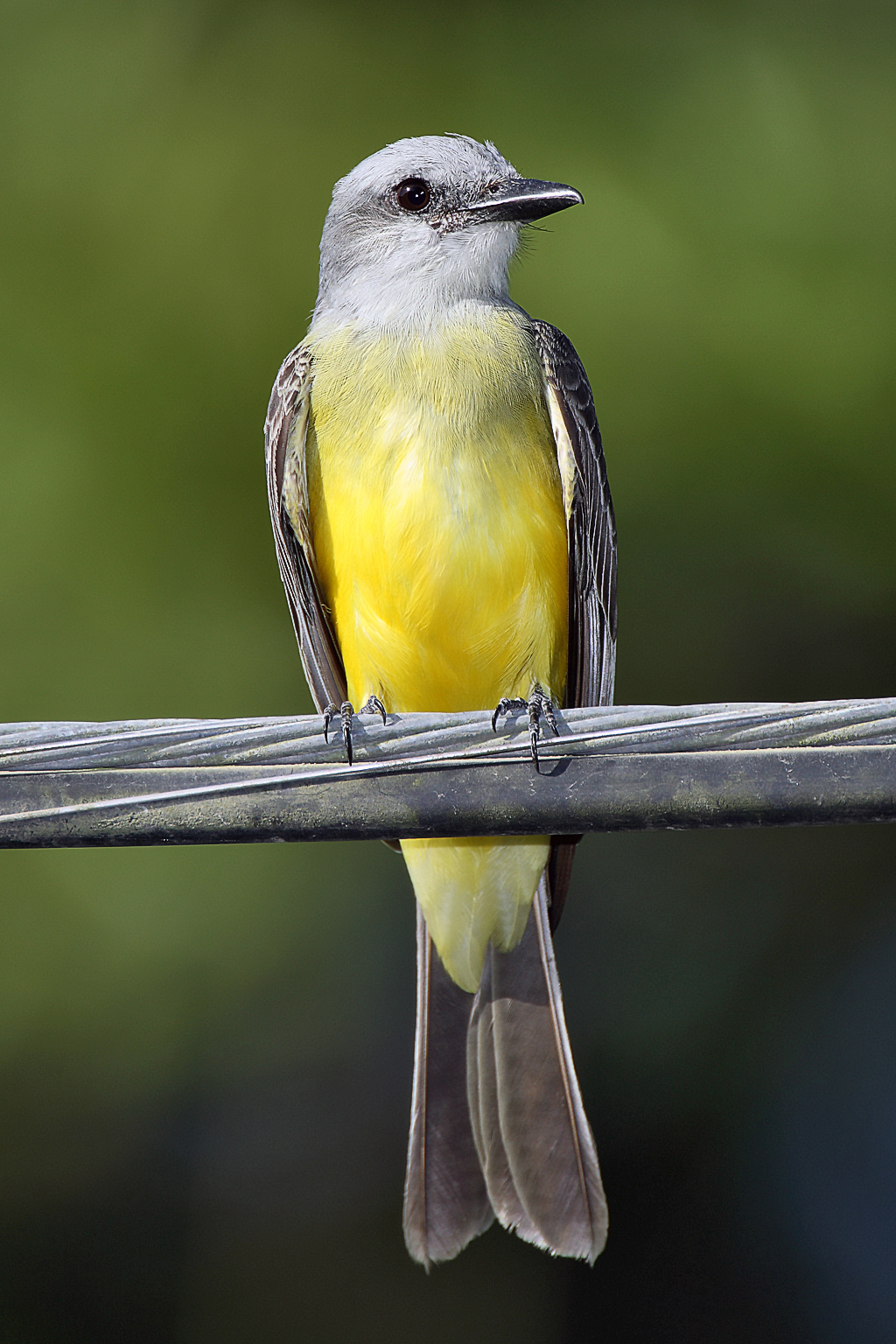
Der Trauertyrann wird häufig erbeutet

Außerhalb der USA dürften die Nahrungspräferenzen der Art ähnlich oder gleich sein, die artmäßige Zusammensetzung ist jedoch nicht bekannt.
Unter den Echsen dominieren vor allem Gattungen aus der Familie Phrynosomatidae, hauptsächlich Stachelleguane, sowie verschiedene Arten der Schienenechsen. Seltener, aber doch regelmäßig erbeuten Graubussarde Schlangen, häufig die Gewöhnliche Kutscherpeitschennatter sowie unterschiedliche Strumpfbandnattern. Unter den Säugetieren sind kleine Nagetiere (Amerikanische Buschratten, Weißfußmäuse) am stärksten vertreten, gelegentlich schlägt B. plagiatus aber auch Tiere bis zur Größe eines Baumwollschwanzkaninchens.
Kleine und mittelgroße Singvögel, hauptsächlich Neuweltammern und einige Arten aus der Familie Tyrannidae, vor allem fast im gesamten Verbreitungsgebiet der Trauertyrann, bilden die Hauptmasse der erbeuteten Vögel; die größten Vertreter unter ihnen sind die Helmwachtel und verschiedene Taubenarten, wie die Weißflügeltaube und die Carolinataube.
Bevorzugtes Jagdrevier sind Mesquitebestände und andere lichte Waldgebiete mit geringem Unterwuchs sowie daran angrenzende Offenflächen. Graubussarde sind vor allem Ansitzjäger, die von einer erhöhten Position aus die Umgebung beobachten, und ein erspähtes Beutetier nach einem kurzen Gleitflug am Boden schlagen. Gelegentlich liest er baumbewohnende Eidechsen auch im Vorbeiflug vom Stamm oder den Ästen ab. Wenn die Beute zum Nest getragen wird, wird zuvor oft der Kopf entfernt. Ist der erste Angriff nicht erfolgreich, erfolgt keine weitere Verfolgung. Die Ansitze werden häufig gewechselt. Vögel erbeutet der Graubussard meist im Flug oder überrascht sie im Nest. Neben der Ansitzjagd ist niedrige, systematische Suchflugjagd eine oft angewandte Jagdstrategie. Auch entlang der Brandkanten von Buschbränden sieht man Graubussarde häufig nach fliehenden Reptilien und Säugetieren jagen.

## Brutbiologie

### Paarbildung und Balz
Graubussarde sind bei der ersten Brut  vollkommen ins Erwachsenengefieder vermausert, also zumindest zwei Jahre alt. Weibchen dürften in diesem Alter häufig erstmals brüten, die Mehrzahl der Männchen jedoch erst im dritten Lebensjahr. Die Paarbindung ist monogam und hält über die Brutsaison oft noch ins Winterhalbjahr hinein an, sodass letztjährige Brutpartner sich oft auch im darauffolgenden Jahr wiederverpaaren. Die Art brütet einmal im Jahr, Ersatzbruten wurden bei sehr frühem Gelegeverlust festgestellt.
Die Paare bilden sich in den USA und im nördlichen Mexiko im zeitigen Frühjahr, meist zwischen Ende März und Anfang April; im zentralen und südlichen Mexiko um bis zu einem Monat früher. In Costa Rica wurde Nestbau bereits Ende Dezember festgestellt. Der Nestbau beginnt bereits sehr bald nach dem Eintreffen im Brutrevier oder zeitgleich mit dessen Errichtung und ist ein wesentlicher Teil der Paarbindung.
Das Balzritual entspricht dem anderer Bussarde. Im Wesentlichen besteht es aus gemeinsamen Schauflügen oder Schauflügen des Männchens, bei denen das Weibchen anwesend ist. Häufig erfolgen diese Ausdrucksflüge knapp über dem Kronendach und dienen auch der Revierabgrenzung. Zuweilen steigen die Partner aber höher auf und fliegen mit stark betonten Flügelschlägen, gaukeln und fallen steil ab, um anschließend wieder an Höhe zu gewinnen; manchmal stößt das Männchen auf das tiefer fliegende Weibchen nieder, das erst kurz vor einer Berührung zur Seite ausweicht; gelegentlich umfassen einander die Partner auch mit den Krallen und stürzen spiralig trudelnd fast bis zu den Baumkronen ab, bevor sie sich wieder lösen. Häufige Rufreihen begleiten diese Balzrituale. In dieser Zeit kopulieren die Bussarde oft, meist längsseits auf einem starken Ast und sitzen und ruhen in großer Nähe, doch ohne Körperkontakt.

### Neststandort und Nest
In den USA und im nördlichen Mexiko wird die Mehrzahl der Nester in flussbegleitenden Gehölzen, vor allem auf unterschiedlichen Pappeln und Weiden, daneben auch in Walnussbäumen Juglans major, in verschiedenen Eschenarten, gelegentlich auch in Eichen errichtet. Mesquitebestände, die in älterer Literatur als häufigste Nestträger beschrieben wurden, werden zur Zeit weniger oft gewählt. Auch weiter südlich überwiegen Pappeln und Walnussbäume sowie in zunehmendem Maße im zentralen und südlichen Mexiko und in Mittelamerika Mexikanische Sumpfzypressen, unterschiedliche Eichenarten und Kiefern. Das Nest liegt 6 – 32 Meter hoch, gut versteckt, meist in der Gabelung eines starken Seitenastes.

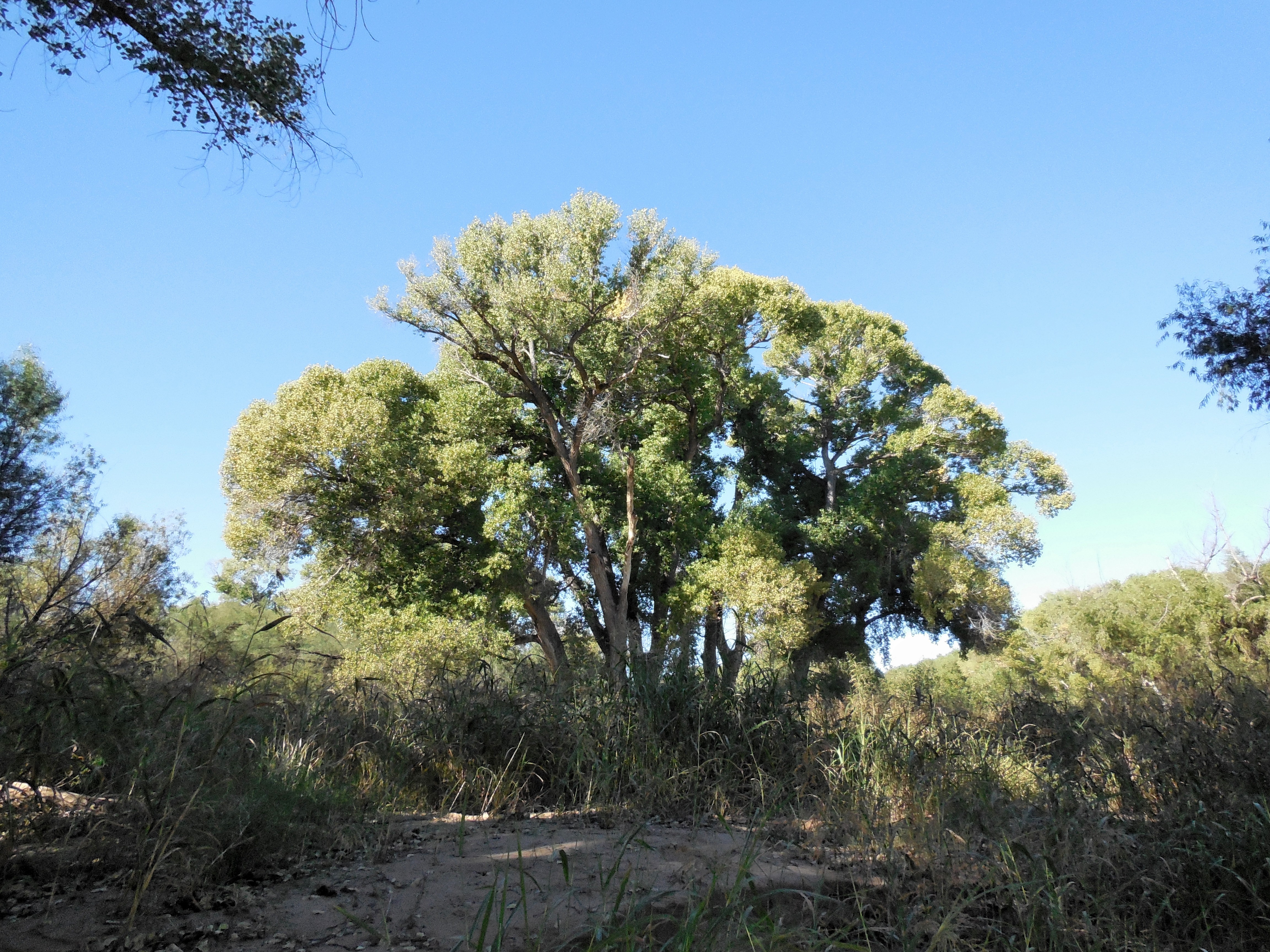
Pappel in einem Revier des Graubussards in Arizona

Das Nest wird von beiden Partnern errichtet. Das Männchen schafft das meiste Material heran, das Weibchen besorgt die Hauptarbeit an der sehr kompakten und stabilen Konstruktion. Verbaut werden vor allem grüne Zweige, die das Männchen von äußeren Ästen abbricht. Die Nestmulde wird mit mehreren Blätterlagen ausgekleidet, die auch noch während der Brut und der Nestlingszeit erneuert werden. Das Nest ist mit durchschnittlichen Maßen von 51 Zentimetern Durchmesser und 26 Zentimetern Höhe verhältnismäßig klein, und mit einer Napftiefe von nur wenigen Zentimetern sehr flach. Die Nester werden häufig zweimal, seltener dreimal benutzt.

### Gelege und Nestlingszeit
Der Legebeginn in Mittelamerika liegt meist im Februar, im südlichen Mexiko im März. Die zentralmexikanischen Graubussarde beginnen mit der Eiablage Anfang April, die nordmexikanischen und die Bussarde der südlichen USA beginnen Ende April und Anfang Mai mit der Eiablage. Die Gelege des Graubussards umfassen 2 –3 (1 – 4) meist ungezeichnete, mattweiße oder bläulichweiße Eier mit den durchschnittlichen Maßen von 50,4 × 40,3 Millimeter. Die Gelegegröße scheint mit dem Breitengrad zuzunehmen, in Arizona betrug sie im Durchschnitt 2,6 Eier. Über Legeabstand und Brutbeginn ist nichts bekannt. Es brütet nur das Weibchen.
Beim Schlupf sind die Küken mit grau-weißlichen Dunen bedeckt. Schwingen und Steuerfedern brechen mit etwa 12 Tagen durch, in dieser Zeit sind auch die ersten Körper- und Deckfedern sichtbar. Mit 20 Tagen stehen nur mehr am Kopf Reste der Kükendunen. Graubussarde verlassen ab dem 42. Tag endgültig das Nest, nachdem sie sich oft schon einige Tage zuvor in den Ästen der unmittelbaren Nestumgebung aufgehalten hatten. Zu dieser Zeit haben Schwingen und Steuerfedern annähernd, aber nicht immer ihre endgültige Länge erreicht, und die Jungen weisen das Gewicht adulter Individuen auf.

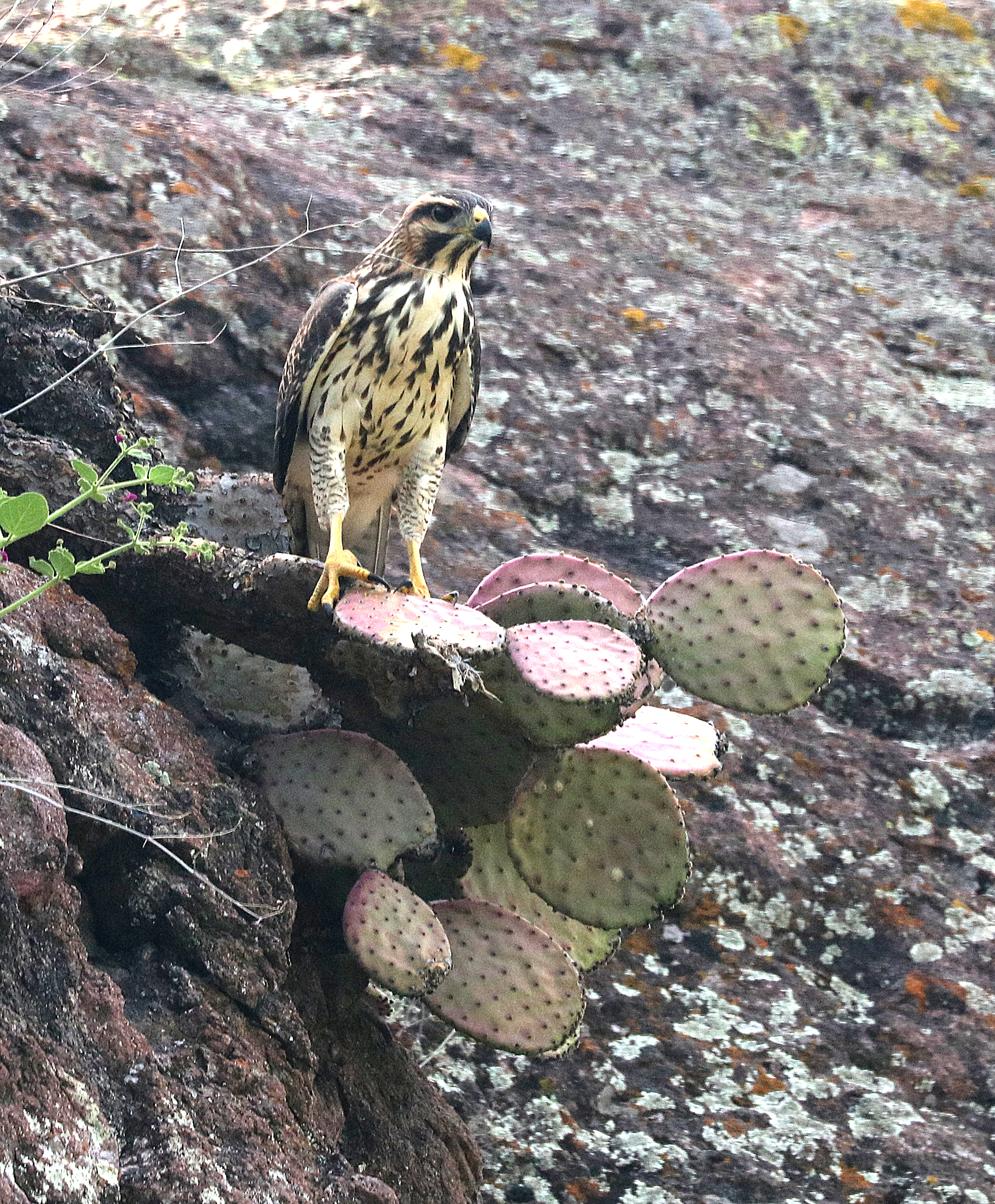
Graubussard, zwei bis drei Monate nach dem Ausfliegen

Während der Brutzeit und in den ersten zwei bis drei Wochen der Nestlingszeit versorgt das Männchen allein das Weibchen und später Weibchen und Küken. Wenn die Jungen weitgehend dazu imstande sind, Beutetiere zu zerlegen, bringen beide Eltern Nahrung herbei; die Jungen bleiben dann oft lange Zeit allein und werden nur bei Schlechtwetter gehudert oder bei zu intensiver Sonneneinstrahlung beschattet.

### Dismigration, Bruterfolg und Lebenserwartung
Alle zur Verfügung stehenden Untersuchungen zu diesen Parametern umfassen nur kleine Samples und stammen aus den US-amerikanischen Brutgebieten.
Nach einer in ihrer durchschnittlichen Dauer unbekannten Führungszeit verlassen die Jungvögel zwar die unmittelbare Nestumgebung, entfernen sich aber nicht allzu weit vom Geburtsort. Die Brutortstreue des Graubussards scheint sehr groß zu sein. Jungvögel versuchen mit Eintritt der Geschlechtsreife in der weiteren Umgebung ihres Aufwuchsortes ein eigenes Brutterritorium zu errichten. Zwei nestjung beringte Bussarde wurden nach 5 Jahren als Brutvögel 13,6 km beziehungsweise 59 km wiedergefunden.
Bruterfolg und Ausfliegerate scheinen gering zu sein. Zwischen 1995 1997 wurden in Arizona 27 Niststandorte genau beobachtet. In diesen 3 Jahren brachten 33 % der Brutpaare jedes Jahr zumindest ein Junges zum Ausfliegen und je 26 % waren zweimal beziehungsweise einmal erfolgreich. 15 % der Bruten scheiterten in jedem Jahr. Als durchschnittliche jährliche Reproduktionszahl erbrachte diese Untersuchung 1,32 Junge.
Über die durchschnittliche Lebenserwartung existieren keine Informationen.

## Systematik
1854 verzeichnet Martin Hinrich Carl Lichtenstein in seinem Katalog der in der zoologischen Sammlung der Königlichen Universität zu Berlin enthaltenen Vögel zwei Exemplare mit dem Binomen Buteo plagiatus; als Herkunft gibt er grob Mexico an. Außerdem katalogisiert er 5 Bälge von Asturina nitida aus Brasilien und Cayenne. B. plagiatus wurde also schon von Lichtenstein klar von A. nitida (=Silberbussard) getrennt. Ob die taxonomische Zuordnung von Lichtenstein selbst stammt, oder schon zuvor gebräuchlich war, ist nicht bekannt. In einer detaillierten Anmerkung zu Asturina nitida beschreibt 1862 Hermann Schlegel diese beiden Bälge unter dem Namen Asturina plagiata; er geht zwar auf die Unterschiede zu A. nitida ein, erläutert jedoch den Wechsel von Buteo zu Asturina nicht. Als Sammelort der Bälge gibt er Vera Cruz an. Auch er trennt deutlich zwischen A. plagiata und A. nitida. Schlegel gilt damit als Erstbeschreiber der Art.
In der Folge wechselt einerseits die Zuordnung des Graubussards zwischen den Gattungen Asturina und Buteo einige Male, andererseits aber auch die Auffassung, ob Asturina/Buteo plagiata/us als Art oder Unterart zu betrachten sei. Obwohl die maßgeblichsten Autoritäten den Graubussard weiterhin als Unterart betrachteten, wurde doch häufig auf die Unterschiede zwischen plagiatus und nitidus hingewiesen, und die auffällige Verbreitungslücke in Costa Rica erwähnt.
Die Konsequenzen der ersten umfangreichen molekulargenetischen Untersuchung waren unter anderem, dass die Gattung Asturina aufgelöst und alle Arten, die zuvor Asturina angehörten, zu Buteo gestellt wurden. Buteo n. plagiatus wurde jedoch weiterhin als Unterart von B. nitidus betrachtet. Erst die Arbeit von Brian A. Millsap et al., in der die Autoren auf die Färbungsunterschiede und Unterschiede im Stimmrepertoire hinwiesen, führte zur Trennung der beiden Arten und zur Herstellung der derzeit gültigen taxonomischen Verhältnisse.
Buteo plagiatus ist monotypisch. B. nitidus gilt als Schwesterart. Buteo ridgwayi und Buteo lineatus gehören in die nähere Verwandtschaft.

## Bestand und Bedrohung
Untersuchungen zu Population und Populationsentwicklung liegen nur aus dem US-amerikanischen Teil des Verbreitungsgebietes vor. Die Hauptvorkommen liegen in Arizona mit etwa 80 Brutpaaren; in Texas brüten 10 – 20 Paare und einige wenige in New Mexico. Diese Brutbestände sind stabil oder nehmen sogar leicht zu.
Außerhalb dieses Bereiches wird die Art stellenweise als nicht selten beschrieben, andernorts jedoch als rar. Seriöse quantitative Einschätzungen sind nicht möglich. Ebenso sind spezifische Gefährdungsursachen zurzeit nicht auszumachen. Entsprechend bewertet die IUCN die Bestandssituation mit least concern.